# BASTARDS.
BASTARDS. ist eine erstmals im Januar 2022 im Hessischen Rundfunk ausgestrahlte deutsche Dokumentarfilmreihe des Darmstädter Regisseurs Marco Eisenbarth.
Im Zentrum der 1. Staffel stehen die aufstrebenden Frankfurter Wrestler Maggot und Prince Ahura, die als innovatives Tag Team unter dem Namen Pretty Bastards im Ring auftreten. Die Doku-Serie lässt immer wieder Weggefährten, Fans und Promoter zu Wort kommen und zeichnet so ein ziemlich genaues Bild der deutschen Wrestling-Szene.
Die 2. Staffel BASTARD2. Bad Company wurde um zwei Protagonisten erweitert. Neben dem deutsch-persischen Duo Maggot und Prince Ahura wird das oftmals entbehrungsreiche, aber dafür leidenschaftlich geprägte Leben der Wrestlerin Baby Allison sowie des Wrestlers und Promoters  Aaron Insane begleitet.
Die erste Staffel der Dokumentarserie gewann 2019 den Filmpreis des internationalen Webfilmfestivals Seoul Webfest.

## Handlung

### Staffel 1: BASTARDS.
Der im  Frankfurter Gallus lebende Amir Wittkamp steht seit 2011 mit seinem  Rockstar-Gimmick Maggot im Ring. Im Alter von 15 Jahren begann er mit dem Training und hofft, eines Tages vom Wrestling leben zu können. Sein Leben finanziert er sich durch Aushilfsjobs und Auftrittsgagen für Wrestlingkämpfe.  Mit seinem Freund und Wrestlingpartner Aman Khederzadeh alias Prince Ahura bildet er das allseits beliebte und aufstrebende Tag-Team Pretty Bastards. Aman Khederzadeh betreibt den Sport seit 2016, studiert und arbeitet nebenberuflich in einer Design-Agentur.
Die Dokumentation begleitet die beiden jungen Frankfurter auf ihrem Weg in der deutschen Wrestling-Szene. In ergänzenden Interviewsequenzen erklären beide ihre  mitunter konträren Auffassungen zu Themen rund um ihren vom Wrestling bestimmten Alltag. Die Serie gewährt Einblicke über die Hintergründe von Wrestlingveranstaltungen und lässt zahlreiche Wrestler, Wrestlerinnen, Promoter, Fans und Familienangehörige zu Wort kommen. Zudem werden die wenig glamourösen Schattenseiten eines Lebens als semiprofessioneller Wrestler ausgiebig beleuchtet: eingeschränktes Privatleben,  das Risiko schwerer Verletzungen, körperlicher Verschleiß, lange Autofahrten zu Veranstaltungen, sowie oftmals niedrige Gagen und eine damit zusammenhängende wirtschaftlich unbefriedigende Lebenssituation.
Maggot erleidet im Ring eine Schulterfraktur und muss nach erfolgter Operation eine sechsmonatige Zwangspause vom Seilgeviert aushalten. Durch die Verletzung wird der Aufstieg der Pretty Bastards unerwartet ausgebremst. Während dieser Zeit bleibt er der Wrestlingszene stets treu, besucht weiterhin alle möglichen Veranstaltungen und pflegt den Kontakt zu Fans, Kollegen und Promotern. Prince Ahura muss sich derweil als Single-Wrestler beweisen.

### Staffel 2: BASTARD2. Bad Company
Die 2. Staffel dokumentiert weiterhin Maggot und Prince Ahura auf ihrem Weg ins nationale und internationale Wrestlinggeschäft. Als weitere Protagonisten werden die mit den Pretty Bastards persönlich verbundenen Laura Fischer und Aaron Krauser von der Kamera begleitet. Die studierte Mediendesignerin Laura Fischer ist eine aufstrebende Womenwrestlerin, die mit leidenschaftlicher Disziplin, schauspielerischer Klasse und großer Kreativität unter ihrem Bühnennamen Baby Allison - The Witch Bitch of Wrestling in die Rolle einer glamourösen Hexe schlüpft. Im Laufe der 2. Staffel erlebt Laura zahlreiche Auf und Abs. Der aus dem hessischen Nauheim stammende Aaron Krauser wird im Ring zu Aaron Insane. Als tatkräftiger Eigentümer der Promotion German Hurricane Wrestling (GHW) ist Aaron ein allseits geschätzter, elementarer Teil der deutschen Independent-Wrestlingszene. Zudem ist er Trainer in seiner GHW Wrestling Factory und Frühförderer der Pretty Bastards.
Im Oktober 2019 ernten die Pretty Bastards die ersten Früchte für ihre kontinuierlichen Fortschritte: Die beiden Athleten erhalten den renommiertesten Tag-Team-Titel der europäischen Independent-Szene. Ein weiterer vorläufiger Höhepunkt folgt im März 2020: Die Pretty Bastards bestreiten in der Oberhausener Turbinenhalle den Main Event am ersten Abend von wXw 16 Carat Gold 2020, der größten und bedeutendsten Wrestling-Veranstaltung Europas.
Unmittelbar danach wird alles auf den Kopf gestellt. Im Zuge der Corona-Pandemie werden monatelang weltweit fast sämtliche Wrestlingveranstaltungen abgesagt. Durch die Abhängigkeit der Wrestler von Gagen und Merchandise-Verkäufen am jeweiligen Veranstaltungsort bedeuten die Folgen der coronabedingten Maßnahmen eine wirtschaftliche Bedrohung für einen Großteil der Protagonisten der Doku-Serie.
Zu Beginn des Jahres 2021 erfolgen einschneidende Änderungen in den Karriereverläufen der Pretty Bastards. Gleichzeitig kehrt das private Glück in das Leben von Amir „Maggot“ Wittkamp und Laura „Baby Allison“ Fischer ein.

## Episoden
| # | Titel                          | Dauer   |
| - | ------------------------------ | ------- |
| 1 | The Bastard Sons of Wrestling. | 20 Min. |
| 2 | Bastards Rising.               | 19 Min. |
| 3 | A World of Bastards.           | 22 Min. |
| 4 | Broken Bastards.               | 31 Min. |
| 5 | Back to Bastards.              | 25 Min. |
| 6 | Pretty Bastards.               | 23 Min. |

| #  | Episodentitel                                                            | Dauer   |
| -- | ------------------------------------------------------------------------ | ------- |
| 7  | Back. With Company.                                                      | 30 Min. |
| 8  | Fight Baby. Fight.                                                       | 25 Min. |
| 9  | The Strange Story of La Bruja & Chupacabras and Ultraviolent Encounters. | 20 Min. |
| 10 | The Good, the Bad and the Pretty.                                        | 28 Min. |
| 11 | Welcome to the Shitshow.                                                 | 24 Min. |
| 12 | Rise up Against.                                                         | 21 Min. |

## Interviewgäste
| Interviewgast       | Eigenschaft       | Staffel | Episode         |
| ------------------- | ----------------- | ------- | --------------- |
| Oliver Carter       | Wrestler          | 1       | 1               |
| Gangrel             | Wrestler          | 1       | 2               |
| Maxi Buck           | Fan               | 1       | 2               |
| Ivan Kiev           | Wrestler          | 1       | 2,3,6           |
| Pete Bouncer        | Wrestler          | 1       | 2,3,6           |
| Lucky Kid           | Wrestler          | 1       | 2               |
| Marius Al-Ani       | Wrestler          | 1       | 2,3             |
| Jay Skillet         | Wrestler          | 1       | 2,3,5,6         |
| Francis Kaspin      | Wrestler          | 1       | 2,3,5,6         |
| Christian M. Jakobi | Promoter wXw      | 1       | 2,6             |
| Absolute Andy       | Wrestler          | 1       | 3,6             |
| Tassilo Jung        | Promoter wXw      | 1–2     | 3,4,6,7,8,11,12 |
| Pascal Signer       | Ex-Wrestler       | 1       | 3               |
| Drake Destroyer     | Wrestler          | 1       | 3               |
| Timo Theiss         | Wrestler          | 1       | 3,4,5           |
| Julian Pace         | Wrestler          | 1       | 3,6             |
| Alpha Female        | Wrestlerin        | 1       | 4,6             |
| Iman Khederzadeh    | Amans Bruder      | 1       | 4               |
| Shiva Khederzadeh   | Amans Mutter      | 1       | 4               |
| Chris Masters       | Wrestler          | 1       | 6               |
| Alexander James     | Wrestling-Trainer | 2       | 7               |
| Melanie Gray        | Wrestlerin        | 2       | 7,11            |
| Killer Kelly        | Wrestlerin        | 2       | 7,10,12         |
| Thumbtack Jack      | Ex-Wrestler       | 2       | 8               |
| Markus Seemann      | Ex-Wrestler       | 2       | 8               |
| Carlos Martinez     | Show-Promoter     | 2       | 8               |
| Tengkwa             | Wrestler PWH      | 2       | 10              |
| Michael Noel        | Wrestler          | 2       | 11              |
| Vesuvio             | Wrestler          | 2       | 11              |
| Burchill            | Wrestler          | 2       | 12              |

## Dreharbeiten
Die Dreharbeiten für die 1. Staffel fanden von März bis November 2018 statt. Die Dreharbeiten für die 2. Staffel erstreckten sich im Zeitraum von August 2019 bis Dezember 2021. Gedreht wurde mit folgenden digitalen Kameras:  RED DSMC2 Monstro 8k VV, RED DSMC2 Helium 8K, RED Komodo 6K und ARRI Alexa Mini LF.